# ФК Ђирона
Фудбалски клуб Ђирона је професионални фудбалски клуб у Ђирони, Каталонија, Шпанија. Клуб је основан 23. јула 1930, клуб игра у Ла Лиги, након што се Ђирона први пут промовисала у Ла Лигу у сезони 2016/17. Ђирона домаће утакмице игра на стадиону Естади Монтиливи који има капацитет од 11.810 гледалаца.